# Pascual Contursi
Pascual Contursi (Chivilcoy, 18 de noviembre de 1888 - Buenos Aires, 29 de mayo de 1932) fue un conocido dramaturgo, músico y letrista de tango argentino. 
Fue autor de unas cuarenta letras de tango entre las que se destacan Bandoneón arrabalero, Caferata, Ivette y Ventanita de arrabal, muchas de las cuales fueron grabadas por Carlos Gardel. La más conocida de las letras que compuso es Mi noche triste sobre la música del tango Lita de Samuel Castriota que al ser incluida en el sainete Los dientes del perro lanzó su nombre al conocimiento del público e inauguró una nueva etapa del género caracterizada por el llamado tango canción.

## Primeros años
Nació el 18 de noviembre de 1888 en Chivilcoy, que en aquellos tiempos era un pequeño pueblo rural de la Argentina, ubicado a 164 kilómetros de la ciudad de Buenos Aires. Hijo de Francescantonio Contursi y Caterina Maurino, quienes habían inmigrado desde el pequeño pueblo de Auletta, provincia de Salerno, en Italia, pasó una infancia dificultosa, pese a que su padre se las rebuscaba oficiando como sastre y zapatero. A los pocos años los Contursi se trasladaron al humilde barrio de San Cristóbal.
En su adolescencia escribía poesías y cantaba, acompañándose con guitarra, temas que componía. Trabajó como vendedor en una zapatería, donde tuvo como compañero a Pascual Carcavallo que con los años se convertiría en un conocido director de teatro y empresario teatral.

## Comienzo de su actividad como cantor y compositor
Hacia 1914, se radicó en Montevideo donde comenzó a componer letras para tangos que no las tenían y a cantarlas en público. La innovación consistió en que muchas de estas letras contenían el relato de una historia,  generalmente vinculada temas sobre los cuales ya habían escrito cultores de la poesía urbana como por ejemplo Evaristo Carriego.

"La letra del tango que hasta entonces era sólo coplitas o unos cuantos versos vivarachos, adquirió argumento. Incurrió en exageraciones, se empantanó en temas de abandono, hizo restallar hallazgos cursis, pero una vez decantado el cúmulo de fealdades y errores pudo dejar en el cedazo logros poéticos inusuales"

En la capital uruguaya Contursi cantaba en lugares como  el cabaret Moulin Rouge de propiedad de Emilio Matos, padre de Gerardo Hernán Matos Rodríguez, compositor de La cumparsita y al finalizar su actuación pasaba el sombrero ya que el único ingreso por su trabajo era lo que le entregaba el público.  
Entre 1914 y 1917 le puso letra a El flete de Vicente Greco, a La biblioteca y a Don Esteban de Augusto P. Berto, a Vea ... vea ... de Roberto Firpo, a Matasanos de Francisco Canaro, a De vuelta al bulín del pianista José Martínez, a Ivette de E.Costa y J. A. Roca y a El Cachafaz y a Champagne tango de  Manuel Gregorio Aróstegui. También compuso Flor de fango sobre la música de El desalojo de Augusto A. Gentile y Pobre paica sobre la música de El motivo de Juan Carlos Cobián.

## Se estrenaMi noche triste
En 1917 Contursi aprovechó una actuación de Gardel en Montevideo para acercarle su letra de Lita, sobre el tango de Samuel Castriota, que el cantor interpretó en el teatro Urquiza de esa ciudad y luego en el teatro Empire de Buenos Aires, grabándolo el mismo año ya incorporado a su repertorio. Elías Alippi, que tenía a su cargo la puesta en escena del sainete Los dientes del perro de José González Castillo y Alberto T. Weisbach tuvo la idea de presentar en escena un cabaret con la actuación en vivo de la orquesta de Roberto Firpo, que era la mejor del momento, ejecutando tangos y a propuesta de Gardel, de quien era muy amigo, incluyó al tango de Castriota y Contursi ahora con el nombre de Mi noche triste que cantaba Manolita Poli, una actriz de 19 años, hija de padres zarzueleros.
El 20 de abril de 1918 en el teatro Esmeralda (llamado luego teatro Maipo) se estrenó el sainete que se mantuvo toda la temporada y fue repuesto al año siguiente. El factor principal de tal éxito fue la incorporación del tango a la pieza teatral y, en especial, el aplauso que el público brindó a Mi noche triste. Si bien este no fue el primer tango canción, hay consenso en considerar que por la trascendencia que tuvo su estreno marcó el inicio de una nueva etapa del género.
El tema de Mi noche triste del hombre que lamenta el abandono de la mujer (en el caso, presumiblemente una prostituta que dejó a su proxeneta) fue retomado por Contursi en otros tangos, como en De vuelta al bulín y La he visto con otro y la situación inversa de la mujer abandonada en Ventanita de arrabal y El motivo. 
Dice Salas que 

"Más allá de los chocantes abusos en la utilización de licencias poéticas producto de sus carencias técnicas, de la ingenuidad y pobreza de las metáforas, de la temática machacona, de dequeísmos, Contursi puede ocupar con justicia el título de inventor. Mi noche triste marca la génesis del tango canción. Fue quien al transformar una simple danza en crónica, reseña, estampa, permitió que un ritmo se convirtiera en cauce literario donde aquellos que carecían de voz manifestaran sus dolores, frustraciones y angustias, con sencillez. Contursi, al permitirse incluir sentimientos, al aceptar que el protagonista llorase sus pérdidas, sensibilizó al tango, lo despojó de máscaras, lo humanizó."

## Contursi autor de sainetes
Ya en Buenos Aires Contursi escribió, a veces solo y otras en colaboración con otros autores exitosos del momento como Ivo Pelay, Manuel Romero, Mario Bellini, Enrique P. Maroni, Ricardo Cappenberg, Elías Alippi, Pablo Suero y Domingo Parra una serie de sainetes y otras piezas de teatro en los que intercalaba tangos de su autoría y si bien las obras lograron la atracción del público no tuvieron méritos para perdurar. Algunas de esas obras fueron Hasta el San Martín no para, Con esta sí, Maldito cabaret,  La milonga popular, Mi noche triste, La polca de la silla, Martineta y Carpincho, ¡Quién fuera millonario!, Pero hay una melena, ¡Atención al fogonazo!, Cabaret, tangos y anexos, La cumparsita, Percanta que me amuraste, ¡Qué lindo es estar metido¡, Caferata, Los distinguidos reos, Primavera rea, En el barrio de los tachos, ¡Porteño tenía que ser!, Un programa de cabaret, Vayan saliendo los guapos, ¡Qué calamidad!, Del tango al charleston.
Entre sus tangos se recuerda la letra, conocida por sus palabras iniciales Si supieras, que compuso junto con Enrique P. Maroni para  La cumparsita, el tango humorístico La mina del Ford, de 1924 en colaboración con Fidel del Negro y Antonio Scatasso y Ventanita de arrabal compuesto en colaboración con Antonio Scatasso en 1927 para su sainete Caferata (proxeneta en lunfardo).
Junto con el éxito de sus tangos y sus obras de teatro llegó la fortuna. En 1927 viajó a Europa en la cima de su popularidad y residió en Francia y en España. En París escribió en 1928 la última obra que se le conoce, el tango Bandoneón arrabalero con música de Juan Bautista Deambroggio apodado "Bachicha" en la que utiliza la figura de un bandoneón viejo y abandonado para hacer el paralelo con un hombre en igual situación.

## Enfermedad y muerte
Después de esta fecha, aparecieron los síntomas de enajenación mental producto de la sífilis que padecía y algunos amigos, entre los que se encontraba Gardel, lo embarcaron, piadosamente engañado, rumbo a Buenos Aires, donde murió internado en el entonces Hospicio de las Mercedes, un establecimiento de salud mental (que luego llevó el nombre de José T. Borda), el 29 de mayo de 1932.  
Se había casado en 1911 con Hilda Briano y tuvo un hijo, José María Contursi que fue también músico y letrista de tango.

## Menciones de Contursi en la poesía y el cine
Contursi fue mencionado por Leopoldo Lugones en unos versos de su Romancero de 1924: 

Chicas que arrastran en el tango,
con languidez un tanto cursi
la desdicha de Flor de Fango
Trovada en letra de Contursi.

Por su parte el poeta tanguero Celedonio Flores decía en el famoso tango Corrientes y Esmeralda:

Te glosa en poemas Carlos de la Púa
y el pobre Contursi fue tu amigo fiel...
en tu esquina criolla cualquier cacatúa
sueña con la pinta de Carlos Gardel

También se lo menciona en la canción Un día perfecto de la banda argentina Estelares:

estoy genio brillante
lampara mediante
estoy flor de atorrante
un Contursi maleante.

En 1948 Homero Manzi y Ralph Pappier dirigieron la película Pobre mi madre querida inspirada en el tango homónimo de Contursi y José Betinotti.
En 1952 Lucas Demare dirigió la película Mi noche triste inspirada en su vida y en la letra de dicho tango.

## Composiciones musicales a las que puso letra
- Amores viejos
- Bandoneón arrabalero
- Caferata
- Champagne tango.
- De vuelta al bulín
- Desdichas
- El flete
- El mate de la china (en el día de la fiesta)
- Pobre paica o El motivo
- Flor de fango
- Garabita
- Ivette
- La cumparsita (si supieras)
- La he visto con otro
- La mina del Ford
- Matasano
- Mi noche triste
- Pobre corazón mío
- ¡Qué calamidad!
- ¡Qué lindo es estar metido!
- ¡Qué querés con esa cara!
- Te doy lo que tengo
- Ventanita de arrabal

## Obras teatrales
- Primavera rea
- Los distinguidos reos
- En el barrio de los tachos
- Caferata
- ¡Quien fuera millonario! en colab. con Mario J. Bellini.
- Un programa de cabaret en colab. con Enrique P. Maroni.
- ¡Que lindo es estar metido! en colab. con Domingo Parra.
- ¡Maldito cabaret! o Cachito Patotero en colab. con Pablo Suero.
- Pascual Garabito en colab. con Pablo Suero.